# Mona Sahlin
Mona Ingeborg Sahlin (apellido de soltera Andersson; Sollefteå, provincia de Ångermanland, 9 de marzo de 1957) es una política sueca socialdemócrata que se desempeñó como líder del Partido Socialdemócrata Sueco desde el 17 de marzo de 2007 hasta el 25 de marzo de 2011. Posteriormente, ocupó el cargo de coordinadora nacional contra el extremismo violento entre 2014 y 2016.

## Carrera
En el congreso extraordinario de su partido, celebrado el 17 de marzo de 2007, Sahlin fue elegida de manera unánime para suceder al antiguo primer ministro Göran Persson como presidente del Partido Socialdemócrata de Suecia.
En el congreso extraordinario de su partido, celebrado el 17 de marzo de 2007, Sahlin fue elegida de manera unánime para suceder al antiguo primer ministro Göran Persson como presidenta del Partido Socialdemócrata de Suecia, convirtiéndose en la primera mujer en liderar el partido. En las elecciones generales de 2010, el partido obtuvo su peor resultado histórico, lo que llevó a Sahlin a anunciar su dimisión el 14 de noviembre de 2010, efectiva el 25 de marzo de 2011.
Tuvo que dimitir por el "Affaire Toblerone", pero volvió al poder en el partido socialdemócrata porque sus posibles adversarios, Margot Wallström y Ulrica Messing no querían el cargo. Es la primera mujer en la historia en liderar el Partido Socialdemócrata Sueco.
En las elecciones generales de Suecia en 1982 y se transformó en el miembro más joven del Riksdag. En 1990 fue nombrada Ministra de Trabajo de Suecia, pero al perder los socialdemócratas las elecciones en 1991, perdió su cargo. Al volver a acceder al gobierno en 1994, fue nombrada ministra de Igualdad de Género y vice primera ministra. Siendo favorita para suceder al entonces primer ministro Ingvar Carlsson, enfrentó una sospecha de corrupción conocida como el "Affaire Toblerone" donde se descubrió que Sahlin había usado su tarjeta de crédito de trabajo para compras privadas (entre otras compras un chocolate Toblerone). Tras este incidente se retiró de la actividad política, retomándola en 1997, cuando fue elegida presidenta del Consejo Europeo contra el Racismo.
En 1998 el entonces primer ministro Göran Persson la nombra como ministra sin cartera, trabajando primero en el Ministerio de Industria, Empleo y Comunicación de 1998 a 2002, luego desde 2002 hasta 2004 en el Ministerio de Justicia como "Ministra para la Democracia y la Integración", y desde 2004 hasta 2006 como Ministra para el Desarrollo Sustentable. 
Tras perder los socialdemócratas el gobierno en 2006, Göran Persson anunció su dimisión como líder del partido, siendo Mona Sahlin electa como Presidenta del partido en un Congreso Extraordinario en Estocolmo, el 17 de marzo de 2007. Era la principal candidata a suceder al entonces primer ministro conservador Fredrik Reinfeldt en las elecciones de 2010.
En 2014, fue nombrada coordinadora nacional contra el extremismo violento. Sin embargo, en mayo de 2016, renunció al cargo tras revelarse que había proporcionado información falsa sobre el salario de su guardaespaldas en una carta de recomendación para la compra de una vivienda. En febrero de 2017, Sahlin admitió el delito y fue multada con 47,200 coronas suecas.
Además, en noviembre de 2017, fue condenada por evasión fiscal al no declarar ingresos por conferencias y escritos en 2015 y 2016, recibiendo una sentencia condicional y una multa adicional.